# 巒大花楸
巒大花楸（学名：Sorbus randaiensis）又名台湾花楸，为薔薇科花楸屬下的落葉喬木樹種，是台灣的特有植物，分布于台灣中部高海拔1,800米至3,200米的地區。一般生长在林（以雪山、合歡山，巒大山及能高山等地最為常見）。

## 學名發表
其種小名randaiensis，表示模式標本採自於巒大山區，也與其中文俗名「巒大」有關。

## 形態特徵
為落葉的小喬木，枝條有明顯皮孔。

### 葉
葉互生，一回奇數羽狀複葉，具有小葉15~21枚；小葉無柄，長橢圓披針形，長約3~4cm，寬約8~12mm，先端尖，基部歪斜呈圓或鈍形，邊緣具銳鋸齒緣；葉柄有溝，且幼時具有短柔毛。

### 花
花為頂生的繖房花序；花梗短，約3~4mm長；花瓣五枚，呈白色；花萼筒被長絨毛，5裂，呈三角形；雄蕊15~20枚，心皮3~5枚，離生，花柱3~5枚離聲或基部連生，子房下位。

### 果
果為梨果，呈漿果狀，球形，直徑約7mm，其先端宿存柱頭及花萼，熟時呈紅色。

## 物候狀況
巒大花楸每年4~5月間是嫩葉的萌芽期；其花期約在5~6月(3000m以上高山則為7月上旬)，開出白色的花；其果實約9~10月成熟而成紅色，而在10~11月其葉片會轉為黃、紅色，逐漸掉落。

## 用途

### 藥用
巒大花楸之果、莖、莖皮均可入藥，味苦性，用以治慢性氣管炎、鎮咳去痰，健脾利水。

### 觀賞
巒大花楸樹形及花果均優美，隨著季節不同能有不同的變化，尤其在十月後葉漸轉紅，搭配碧紅的果實十分吸引人注目。

### 食用
果實之果肉甜美且富含水分，可供食用。

## 扩展阅读
- 維基物種上的相關：巒大花楸

1. ↑  昆明植物研究所. . 《中国高等植物数据库全库》. 中国科学院微生物研究所.   [2009-02-25]. （原始内容存档于2016-03-05）.
2. 1 2 3  . recreation.forest.gov.tw.   [2017-03-24]. （原始内容存档于2017-03-25）.
3. ↑  Koidz. . The journal of the College of Science, Imperial University of Tokyo, Japan. 1913, 34 (2): 52  [2018-08-04]. （原始内容存档于2019-09-16）.
4. 1 2  . recreation.forest.gov.tw.   [2017-04-03]. （原始内容存档于2017-03-25）.
5. ↑  . tai2.ntu.edu.tw.   [2017-03-24]. （原始内容存档于2017-03-25）.
6. ↑  雪霸國家公園. . 雪霸國家公園. 2010-09-17  [2017-03-24]. （原始内容存档于2014-09-29）.